# Vicente Arregui Garay
Vicente Arregui Garay (Madrid, 3 de juliol de 1871 - 1 de desembre de 1925) fou un compositor espanyol de pares navarresos.
Estudià harmonia amb Joan Cantó, i piano amb José Frache i composició amb els mestres Tomás Fernández Grajal i Tomás Bretón. Acabada la carrera en el Conservatori, guanyà en renyides oposicions la plaça de pensionat a Roma de l'Acadèmia de Belles Arts de San Fernando i els seus enviaments van merèixer sempre les més brillants qualificacions. En celebrar-se el 1910 el concurs de l'Estat, la citada Acadèmia, que ja li havia concedit menció honorifica en el concurs de 1906, premià el seu poema simfònic Historia de una madre, inspirada en un conte d'Andersen, i que després donà a conèixer l'Orquestra Simfònica de Madrid amb èxit extraordinari. En el concurs de 1911 fou premiada la seva òpera Yolanda, basada en el poema d'Henrik Hertz i que fou estrenada tres anys més tard amb èxit extraordinari en el Teatro Real per Ofèlia Nieto i Lázaro.
Músic de gran saber tècnic, posseïdor de vigorós temperament dramàtic i gust depurat, no arribà assolir, tanmateix, la merescuda popularitat, perquè el seu caràcter independent i introvertit l'apartà de manera sistemàtica de les capelles artístiques i de tota propaganda en favor de les seves obres teatrals o de concert, actitud afavorida per una folgada posició econòmica. No obstant això, fou un dels compositors espanyols moderns del segle XX més capacitats, dominador afortunat de tots els gèneres, figurant entre les seves produccions més notables, a part de les ja mencionades:
- Adoramus te Christie, estrenada per la Capella Isidoriana de Madrid;
- el poema coral El lobo ciego, executat en el Teatro Real per l'Orfeó Donostiarra;
- un bellíssim quartet per a instruments de corda;
- una Suite vasca, aplaudida amb entusiasme en un dels Concerts Clàssics del Gran Casino de Donostia, el 1915;
- Oración y escena de los Ángeles, inspirat poema simfònic, extractat de l'oratori San Francisco, que estrenà amb molt d'èxit l'Orquestra Simfònica;
- el fragment simfònic La entrada de La Maya;
- un quartet en do menor, per a instruments d'arc, que donà conèixer la Sociedad Nacional de Música, de Madrid.

Sense arribar al públic restà una nombrosa producció, precisament la millor, i més acabada del mestre, entre la qual hi figura:
- l'òpera en dos actes La Maya;
- el poema simfònic Calypso, per a gran orquestra;
- una Missa en mi bemoll, per a tres veus i orgue;
- una Sonata en fa menor, per a piano;
- l'òpera còmica La sombra del rey galán o el alcalde Cantarranas;
- la sarsuela dramàtica Los ojos garzos;
- el conte líric Barba Azul.

En sorprendre'l la mort treballava en l'orquestració de la sarsuela La Madona. El seu últim triomf l'aconseguí amb la bella Simfonia vasca, sobre cants populars, donada a conèixer fragmentàriament per l'Orquestra Simfònica. El seu merescut renom com a tècnic, així com l'afabilitat del seu caràcter i les seves grans dots per a l'ensenyança, li proporcionaren gran nombre de deixebles, entre els quals destacaren Nemesio Otaño, l'eminent músic, fundador de la Schola Cantorum, de Comillas, i Rafael Benedito, director de la Massa coral de Madrid. Durant diversos anys fou crític musical del diari madrileny El Debate, càrrec que ocupava al morir i en el qual demostrà una vasta cultura artística, un judici encertat i imparcial.